# Bernhardine von Wintgen
Bernhardine von Wintgen (* 13. Mai 1789 in Münster; † 15. Februar 1855 auf Haus Ermelinghof in Hövel) war eine deutsche Stiftsdame und Übersetzerin. 

## Leben
Bernhardine von Wintgen wurde als Tochter des Josef Anton von Wintgen und seiner Gemahlin Anna Bernhardine von Korff genannt Schmising geboren. Ihr Bruder Franz Otto war mit Caroline von der Heiden-Baak verheiratet, ihre Schwester Anna heiratete einen von Höfflinger. Ihr Großvater Franz Anton und auch dessen Vorfahren waren Landrentmeister und Beamte im Dienste des Fürsten.
Bernhardine war Stiftsdame in Borghorst. Nach der Säkularisation des Stifts lebte sie zeitweise in Münster und zeitweise auf dem Familiensitz Haus Ermelinghof.
Sie übersetzte verschiedene Werke aus dem Englischen ins Deutsche und veröffentlichte anonym die Schrift Novena der Bedrängten. Neuntägige Andacht und Meßgebete unter Anrufung der heiligen Walburga, geschöpft aus ihrem himmlischen Gnadenbrunnen. Nebst der Lebensbeschreibung der Heiligen.
In Münster war sie Mittelpunkt eines literarischen Salons, zu dem auch die Dichterin Annette von Droste-Hülshoff, der Jurist und Schriftsteller Johann Ferdinand Neigebaur (1783–1866) und andere Autoren Kontakt hatten.